# Neoseiulus foramenis
Neoseiulus foramenis är en spindeldjursart som först beskrevs av Wolfgang Karg 1970.  Neoseiulus foramenis ingår i släktet Neoseiulus och familjen Phytoseiidae. Inga underarter finns listade i Catalogue of Life.